# Anneville-sur-Mer
Pour les articles homonymes, voir Anneville.
Anneville-sur-Mer (prononcer /anvilsyʁmɛʁ/) est une ancienne commune française, située dans le département de la Manche en région Normandie, peuplée de 247 habitants, commune déléguée au sein de Gouville-sur-Mer depuis le 1er janvier 2019.

## Géographie
Bordant le havre de Geffosses, la commune est sur le littoral ouest du département de la Manche et du pays de Coutances. Son bourg est à 14 km au nord-ouest de Coutances et à 14 km au sud-ouest de Lessay. Couvrant 373 hectares, son territoire est le moins étendu du canton de Lessay.
| Mer de la Manche | Mer de la Manche (havre de Geffosses) | Geffosses        |
| Mer de la Manche | Anneville-sur-Mer                     | Geffosses        |
| Gouville-sur-Mer | Gouville-sur-Mer                      | Gouville-sur-Mer |

## Toponymie
Le nom de la localité est attesté sous les formes Anslevilla en 1154, Ansnevilla en 1275, puis Asneville Sarnes (sans date), Arnovilla (sans date).
Le toponyme est issu de l'anthroponyme scandinave Asleik, et de l'ancien français ville dans son sens originel de « domaine rural » issu du latin villa rustica.
Le locatif sur-Mer est ajouté en 1830 lorsque la commune est recréée après fusion temporaire.
Le gentilé est Annevillais.

## Histoire
Asneville faisait partie du comté de Mortain.
En 1789, le comte Alexandre de Vassy était seigneur de Pirou et d'Anneville.
La commune d'Anneville a été fusionnée avec Geffosses en l'an II et rétablie en 1830, prenant alors le nom d'Anneville-sur-Mer.
Le 1er janvier 2019, la commune fusionne au sein de Gouville-sur-Mer avec Montsurvent et Servigny. La commune quitte la Communauté de communes Côte Ouest Centre Manche pour rejoindre la même intercommunalité que Gouville-sur-Mer.

## Politique et administration

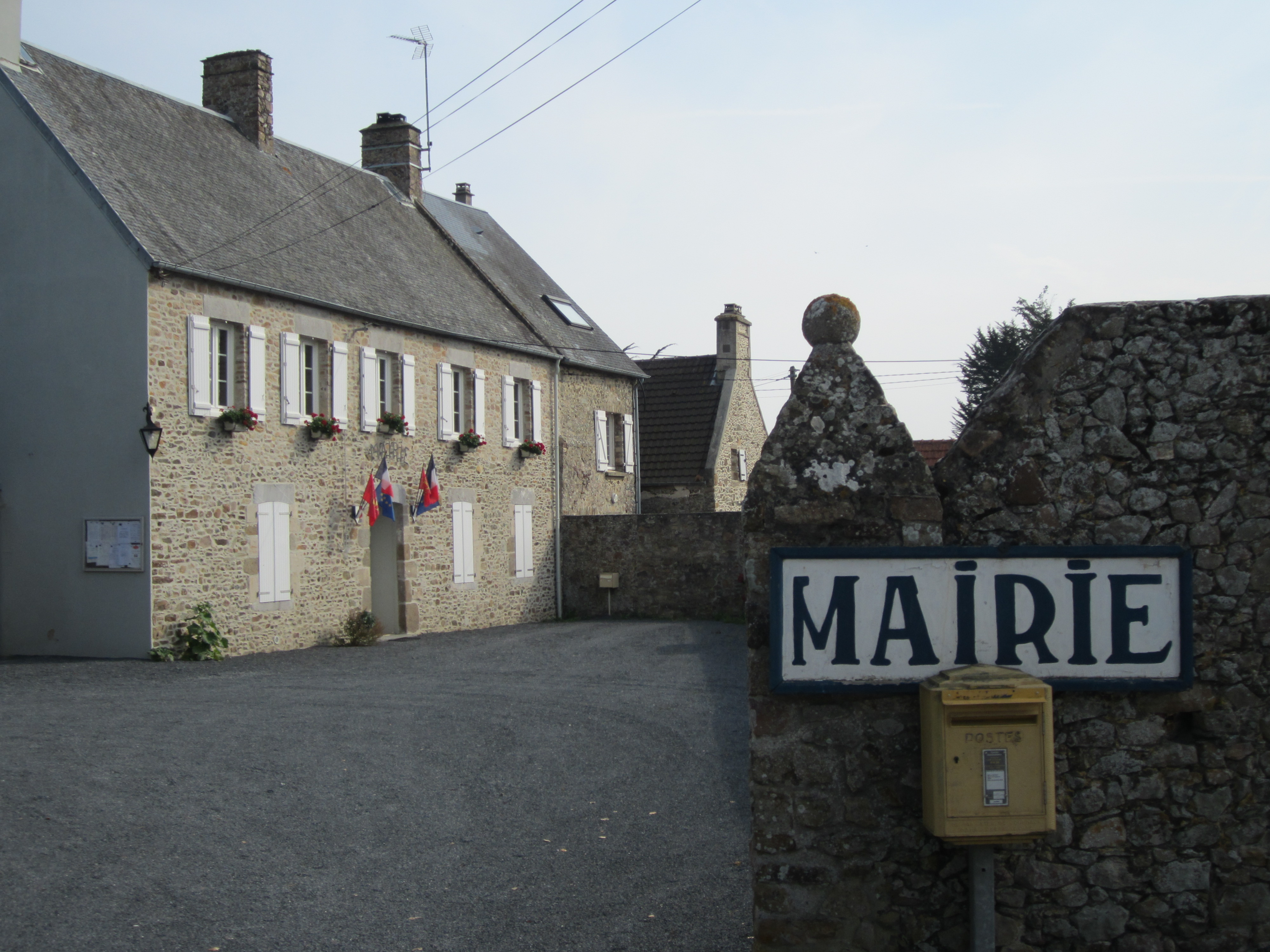
La mairie.

### Liste des maires
| Période                                  | Période           | Identité             | Étiquette | Qualité               |
| ---------------------------------------- | ----------------- | -------------------- | --------- | --------------------- |
| Les données manquantes sont à compléter. |                   |                      |           |                       |
| 1830                                     | 1846              | Raoult Pouret        |           |                       |
| 1846                                     | 1856              | Jean-Baptiste Pouret |           |                       |
| 1856                                     | 1870              | Gilles Le Cadet      |           |                       |
| 1870                                     | mars 1883 (décès) | Jean-François Luce   |           |                       |
| 1883                                     | 1892              | Eugène Dauvin        |           |                       |
| 1892                                     | 1894              | Paul Chardot         |           |                       |
| 1894                                     | 1908              | Alexandre Renouf     |           |                       |
| 1908                                     | 1912              | Eugène Heuguet       |           |                       |
| 1912                                     | 1919              | Victor Joubert       |           |                       |
| 1919                                     | 1926              | Victor Laisney       |           |                       |
| 1926                                     | 1938              | Louis Bisson         |           |                       |
| 1938                                     | 1945              | Louis Dauvin         |           |                       |
| 1945                                     | 1945              | Alexandre Cavey      |           |                       |
| 1945                                     | 1950              | Paul Le Duc          |           |                       |
| 1950                                     | 1955              | Gustave Regnault     |           |                       |
| 1955                                     | 1959              | Paul Le Duc          |           |                       |
| 1959                                     | 1968              | Marcel Esnaux        |           |                       |
| 1968                                     | 1972              | Eugène Renouf        |           |                       |
| mars 1972                                | mars 2008         | Jean Le Duc          |           |                       |
| mars 2008                                | décembre 2018     | Simone Dubosq        | SE        | Retraitée du commerce |

Le conseil municipal était composé de onze membres dont le maire et deux adjoints.

### Liste des maires délégués
| Période      | Période  | Identité      | Étiquette | Qualité   |
| ------------ | -------- | ------------- | --------- | --------- |
| janvier 2019 | En cours | Simone Dubosq | SE        | Retraitée |

## Démographie
L'évolution du nombre d'habitants est connue à travers les recensements de la population effectués dans la commune depuis 1793. À partir du 1er janvier 2009, les populations légales des communes sont publiées annuellement dans le cadre d'un recensement qui repose désormais sur une collecte d'information annuelle, concernant successivement tous les territoires communaux au cours d'une période de cinq ans. 
Pour les communes de moins de 10 000 habitants, une enquête de recensement portant sur toute la population est réalisée tous les cinq ans, les populations légales des années intermédiaires étant quant à elles estimées par interpolation ou extrapolation. Pour la commune, le premier recensement exhaustif entrant dans le cadre du nouveau dispositif a été réalisé en 2006,.
En 2022, la commune comptait 247 habitants, en évolution de +2,92 % par rapport à 2016 (Manche : +0,44 %, France hors Mayotte : +2,49 %). 
Anneville-sur-Mer a compté jusqu'à 441 habitants en 1831, mais il faut noter qu'on ne dispose pas de chiffres, peut-être supérieurs, de l'époque où la commune était intégrée à celle de Geffosses, de 1795 à 1830. Elle comptait 405 habitants en 1793.
| 1793 | 1831 | 1836 | 1841 | 1846 | 1851 | 1856 | 1861 | 1866 |
| ---- | ---- | ---- | ---- | ---- | ---- | ---- | ---- | ---- |
| 405  | 441  | 437  | 407  | 394  | 364  | 341  | 373  | 327  |

| 1872 | 1876 | 1881 | 1886 | 1891 | 1896 | 1901 | 1906 | 1911 |
| ---- | ---- | ---- | ---- | ---- | ---- | ---- | ---- | ---- |
| 327  | 320  | 342  | 307  | 314  | 288  | 273  | 293  | 261  |

| 1921 | 1926 | 1931 | 1936 | 1946 | 1954 | 1962 | 1968 | 1975 |
| ---- | ---- | ---- | ---- | ---- | ---- | ---- | ---- | ---- |
| 253  | 260  | 260  | 235  | 250  | 252  | 209  | 198  | 188  |

| 1982 | 1990 | 1999 | 2006 | 2011 | 2016 | 2021 | 2022 | - |
| ---- | ---- | ---- | ---- | ---- | ---- | ---- | ---- | - |
| 190  | 202  | 196  | 218  | 244  | 240  | 245  | 247  | - |

## Lieux et monuments
- Église Saint-Samson (XIIe – XVIIIe siècles)[15], d' origine romane, refaite depuis, notamment sa nef qui fut voûtée en bois en 1738. L'église abrite un bas-relief Ecce Homo (XVe), une statue de saint Samson (XVIIIe) ainsi que des verrières (XXe) de Mazuet et fils, Duhamel et Marette[15].
- Croix de cimetière et croix de chemin au lieu-dit la Croix (XIXe siècle)[15].
- L'ancienne gendarmerie, à gauche de l'église.
- L'ancien moulin au lieu-dit le Mesnil.

Pour mémoire
- Manoir de Becquetière. Possession de Louis Antoine de Bougainville, le manoir a été depuis détruit.

## Activité et manifestations
Chaque année se déroule à Anneville-sur-Mer la fête de la Saint-Samson (« fête champêtre »). Elle se déroule généralement au début du mois d’août et elle est organisée par le comité des fêtes.
Ce comité organise également de nombreuses soirées durant l'année comme des lotos ou un repas pour Pâques.

## Personnalités liées à la commune
- Louis Antoine de Bougainville (1729-1811) propriétaire de la Becquetière et d'un moulin à vent à Anneville.
- Jean-Étienne Bar (1749-1801), homme politique, député de la Moselle à la Convention.
- Gilles Joubert (1739 à Anneville - 1817 à Coutances) imprimeur-libraire de profession[15],[16].
- La famille Cabart-Danneville (d'Anneville).
- C'est la ville natale de l'ancien footballeur Alessandro Renica, champion d'Italie avec le Napoli SSC en 1987 et 1990.